# Tito Ricordi (Musikverleger, 1811)

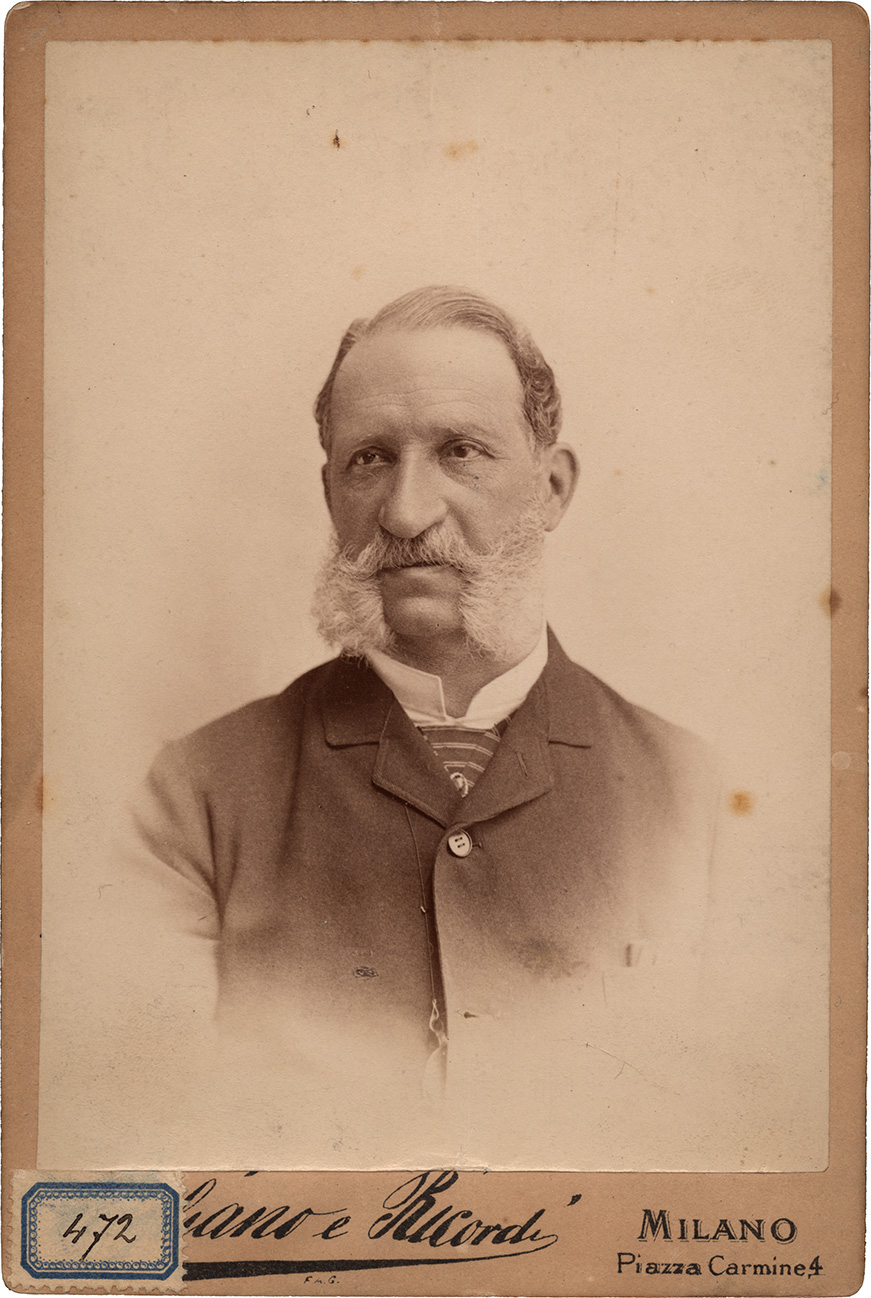
Tito Ricordi

Tito Ricordi (* 29. Oktober 1811 in Mailand; † 7. September 1888 ebenda) war ein italienischer Musikverleger.

## Leben
Der Sohn des Verlagsgründers Giovanni Ricordi trat 1825 als Graveur in die Casa Ricordi ein, deren Leitung er nach dem Tod seines Vaters 1853 übernahm. Er war maßgeblich an kulturellen Aktivitäten der Casa Ricordi beteiligt, organisierte Konzerte mit Franz Liszt, Sigismund Thalberg, Charles-Auguste de Bériot und John Field, spielte als fähiger Pianist selbst Duette mit Liszt und begleitete Sänger wie Giuditta Pasta, Maria Malibran, Domenico Donzelli, Luigi Lablache und Giovanni Battista Rubini. Er gehörte 1863 zu den Gründern der Società del Quartetto und war vermutlich auch maßgeblich an der Gründung der Gazzetta musicale di Milano beteiligt. Ab 1858 stand ihm sein Sohn Giulio Ricordi als Geschäftsführer des Verlages zur Seite, der 1888 sein Nachfolger wurde.